# Billy (chanteur)
Pour les articles homonymes, voir Billy.
Cet article possède un paronyme, voir Bitan.
Laurent Bitan, dit Laurent ou Billy, est un chanteur français, né le 4 février 1970 à Châtenay-Malabry (Hauts-de-Seine).

## Biographie

### Enfance
Laurent Bitan est né en 1970 à Châtenay-Malabry en Hauts-de-Seine. En 1976, sous le nom de Laurent, il sort un 45 tours intitulé Petite sœur chérie, ainsi que Maman sur la face B.

### Carrière
En 1982, à douze ans, Laurent Bitan est découvert par un producteur en train de chanter. Trois mois plus tard, Il devient « Billy » et enregistre son premier 45 tours : Au temps des surprises-parties, écrite par Patrick Haouzi sur une musique de Serge Haouzi et de Jean Lahcène. C'est un succès. Il est alors accompagné par Les Forbans,,.
En juillet 1983, il fait sa première tournée estivale. Il reçoit son premier disque d'or. En fin décembre, il prépare son premier album Tous les samedis soirs à Londres.
En mars 1984, il sort la chanson Bye Bye et obtient à nouveau disque d'or. Il anime l'émission Vitamine pendant un an,. En juillet et août, il rencontre Michel Drucker avec qui il anime le podium sur Europe 1.
En 1985, il reçoit encore un disque d'or pour son premier album. Il sort Combien de fois tu me le dis ?.
En 1986, il enregistre son deuxième album Promis à Nashville aux États-Unis, en compagnie de célèbres musiciens qui ont accompagné Elvis Presley. Il en sort un single Papa Ludwig.
En 1992, il chante T'es ma nana. Il disparaît de la scène.
Le 28 février 2001, il est invité à l'émission télévisée Combien ça coûte ?, présenté par Jean-Pierre Pernaut sur TF1 : il est devenu technicien de maintenance dans une société d'informatique.

## Discographie

### Albums (33 tours, CD et MP3)
- 1984 : Tous les samedis soirs
- 1986 : Promis
- 1992 : Si tu veux de moi
- 2014 : Musicienne

### 45 tours et mini CD
- 1983 : Au temps des surprises parties
- 1983 : Le Rock à Billy
- 1983 : La Leçon de danse
- 1983 :Tous les samedis soirs
- 1984 : Bye Bye
- 1984 : Je me sens loin de vous
- 1984 : Ma Bloopie
- 1985 : Combien de fois tu me le dis
- 1985 : Danse Charly
- 1985 : Dis-moi
- 1986 : Je dirai tout
- 1986 : Papa Ludwig
- 1986 : Promis
- 1987 : OK les filles
- 1990 : Dee Jee Man
- 1992 : Si tu veux de moi
- 1992 : T'es ma nana